# Bahnhof Swindon

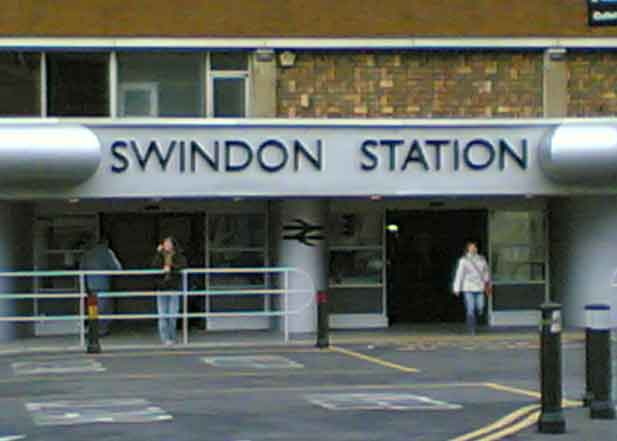
Eingangsbereich

Swindon (Tarifbezeichnung Swindon (Wilts), betriebliche Abkürzung SWI) ist ein Bahnhof in der britischen Stadt Swindon an der Great Western Main Line. Ab diesem Bahnhof zweigen die Linie nach Gloucester und Cheltenham Spa, die Linie nach Bristol Temple Meads und die Linie nach Bristol Parkway und Cardiff voneinander ab.
Der Bahnhof wird von Zügen des Regional- und Fernverkehrs von First Great Western bedient.

## Geschichte
Swindon hat bereits seit 1841 einen Bahnanschluss. Das alte dreistöckige Empfangsgebäude von Swindon wurde im Jahr 1842 eröffnet. Hier befanden sich die ersten historisch nachgewiesenen, nach Wagenklassen getrennten Erfrischungsräume für Reisende. Bis 1895 hatte jeder Zug hier einen Aufenthalt von mindestens 10 Minuten zur Durchführung eines Lokwechsels. Dieser Bahnhof hieß bis 1961, als der alte Stadtbahnhof schloss, Swindon Junction. Das alte Bahnhofsgebäude wurde im Jahr 1972 abgerissen und durch einen Neubau mit Büroräumen ersetzt.